# Gallio (Vicenza)
Gallio (cimbri Ghèl ) és un municipi italià, dins de la província de Vicenza. Fou un dels municipis de la Federació de les Set Comunes, on hi vivien membres de la minoria alemanya dels cimbris, tot i que s'ha perdut la seva llengua. L'any 2007 tenia 2.331 habitants. Limita amb els municipis d'Asiago, Enego i Foza.

## Administració
| Període | Identitat        | Partit        |
| ------- | ---------------- | ------------- |
| 2004-   | Antonella Stella | Llista cívica |